# Marina Gallego Durán
Marina Gallego Durán (Palma, 20 d'octubre de 1983) és una regatista del Club Nàutic La Ràpita.
Va ser campiona del món femenina de la classe Snipe en 2008 i subcampiona en 2012 amb Marina Sánchez.
En l'actualitat forma part de l'Equip Olímpic Espanyol de Vela a la classe 470, navegant amb Fátima Reyes, i han guanyat el Campionat d'Espanya de 2014 de la classe celebrat a Cadis, i la Copa d'Espanya de 2015. En 2016 van finalitzar en 4ª posició en la Copa del Món de Vela a Miami.